# Chích sậy
Chích sậy (Acrocephalus scirpaceus) là một loài chim trong họ Acrocephalidae.
Loài chích này sinh sản khắp châu Âu vào Tây Á ôn đới. Nó là loài chim di cư, trú đông ở châu Phi cận Sahara.
Chúng chỉ được tìm thấy ở vùng lau sậy, thường ở nơi lau sậy mọc thành bụi. Tổ hình rổ được xây trên cây sậy, mỗi tổ 3-5 quả trứng. Chim non nở sau 10-11 ngày ấp. Cặp chim vợ chồng thường sống chung thủy.
Tổ loài chích này thường bị cu cu đẻ nhờ.

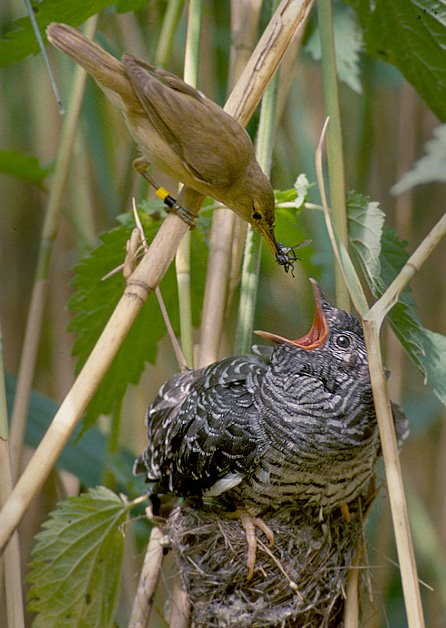
Chim non cu cu trong tổ chích sậy
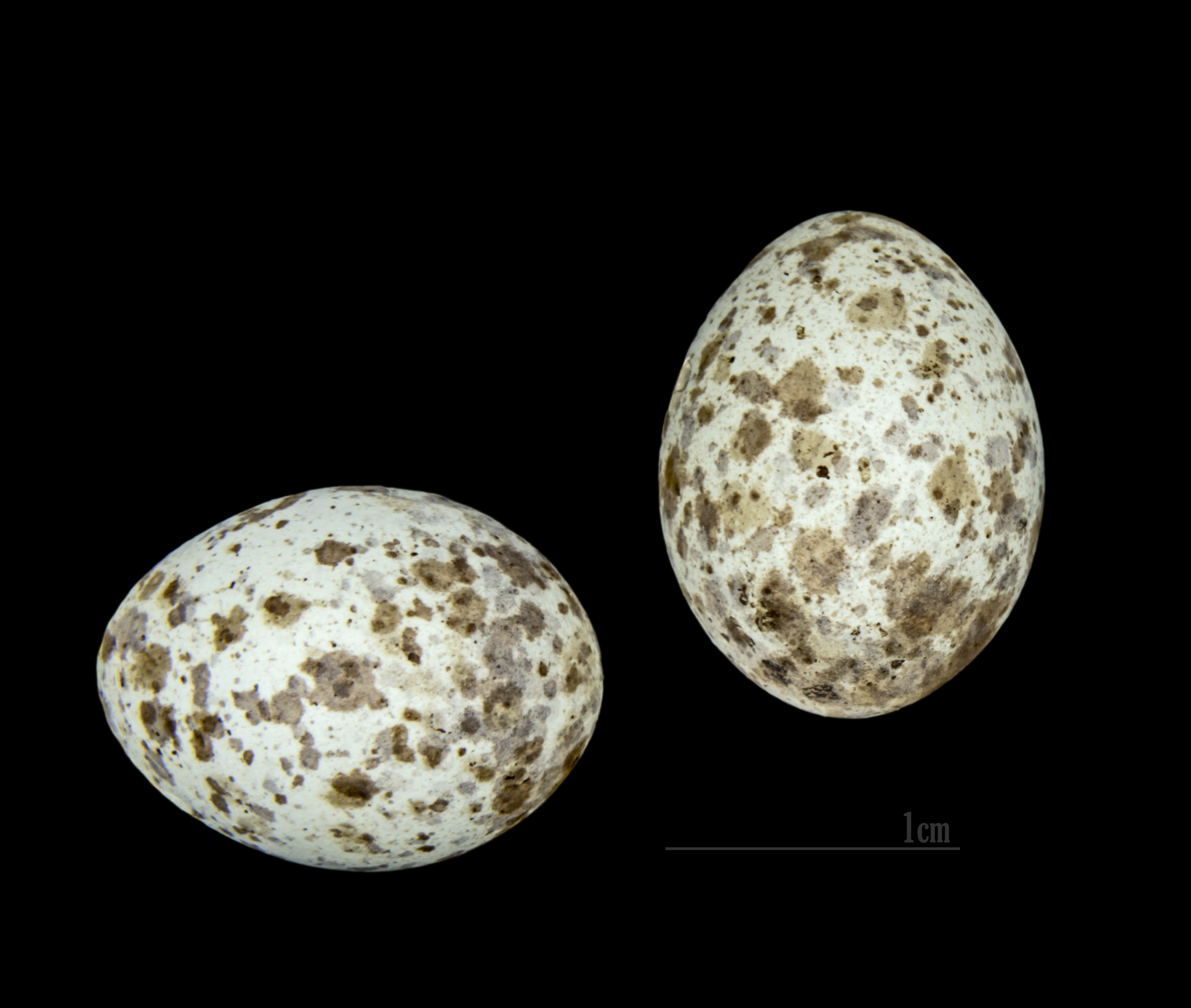
Acrocephalus arundinaceus
- Tiếng hót, thu ở Ý
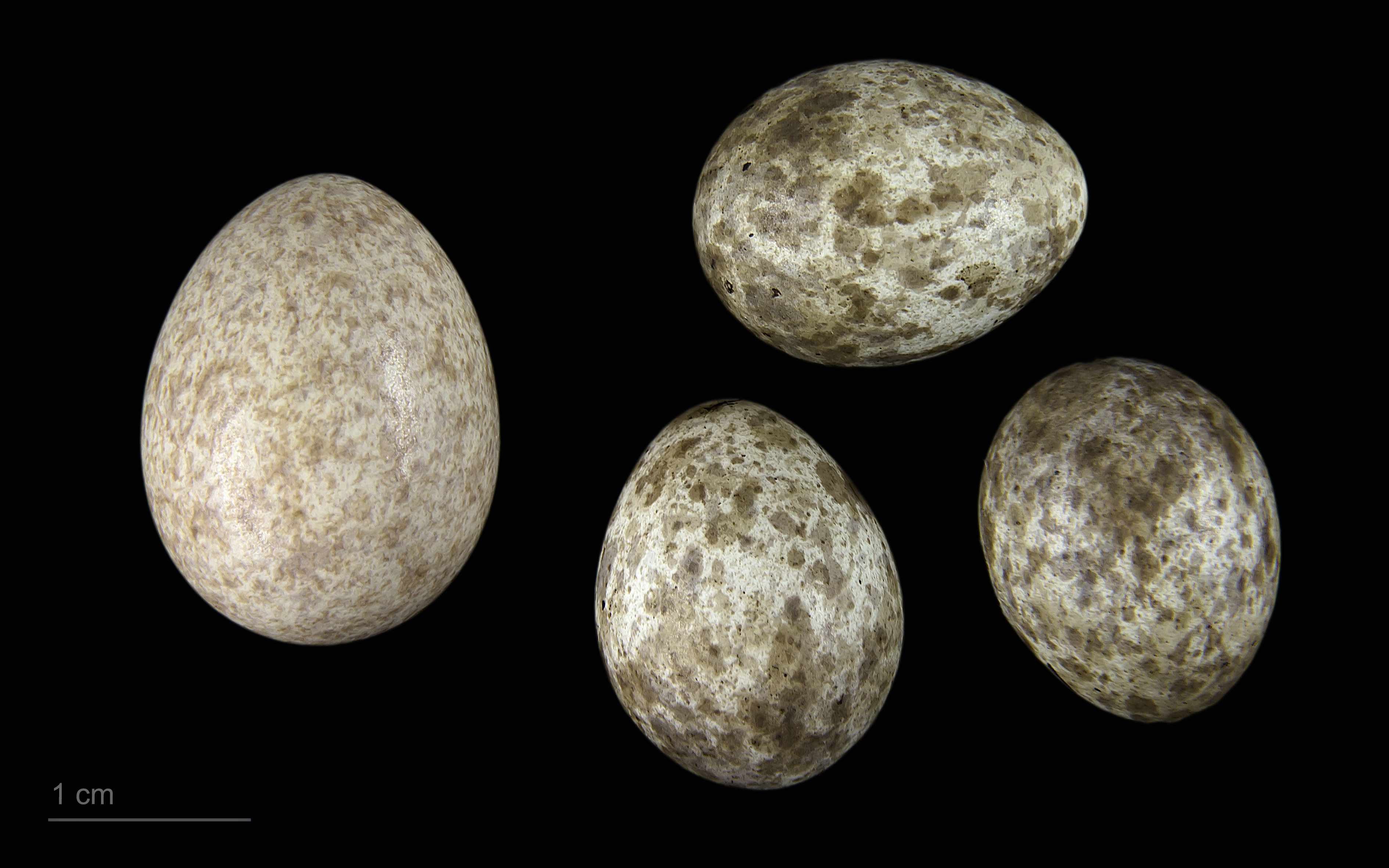
Cuculus canorus canorus + Acrocephalus scirpaceus - Museum specimen